# Lake Te Rotookiwa
Der Lake Te Rotookiwa, in manchen Publikationen auch einfach Te Rotookiwa oder Te Roto-o-kiwa geschrieben, ist ein See im Hastings District der Region Hawke’s Bay auf der Nordinsel von Neuseeland.

## Geographie
Der Lake Te Rotookiwa befindet sich rund 23,5 km südwestlich von Hastings in einer Ebene zwischen der Kaokaoroa Range im Osten und der Raukawa Range in Westen. Der See, der durch die Eisenbahnlinie der Gisborne Line in zwei Teile geteilt ist und aus einem nördlichen Drittel und zwei südliche Drittel besteht, ist stark verlandet und über den größten Teil des Jahres ausgetrocknet. Die Fläche des Sees, wenn er dann Wasser enthält, beträgt rund 12 Hektar und umfasst eine Uferlinie von rund 2,6 km. In einer Nord-Süd-Ausrichtung misst der See eine Länge von rund 955 m.